# 26653 Amymeyer
26653 Amymeyer è un asteroide della fascia principale. Scoperto nel 2000, presenta un'orbita caratterizzata da un semiasse maggiore pari a 2,3160619 UA e da un'eccentricità di 0,1742757, inclinata di 5,77718° rispetto all'eclittica.